# Luigi Bardone
Luigi Bardone (Pavia, febbraio 1505 – Pavia, agosto 1588) è stato un teologo italiano. E' noto per aver presentato i dogmi del Concilio di Trento di fronte all'imperatore Carlo V .

## Biografia
Luigi, nato dal nob. Giacomo e Bianca De Inzago, di antica e aristocratica famiglia di Pavia - i Bardone compaiono iscritti già nel quattrocento nell'elenco delle famiglie nobili e patrizie pavesi nella persona del notaio ducale Carlo Bardone - compì gli studi di teologia probabilmente presso la locale facoltà teologica pavese dove fu poi Professore e Preside.
Divenne prima prevosto della chiesa di San Giovanni in Borgo e successivamente, da giovane professore di teologia dell'Università di Pavia, fu membro attivo e costante della facoltà teologica pavese, di cui fu decano. Nell'ambiente universitario divenne noto per la padronanza di otto lingue straniere tra cui l'ebraico, l'aramaico, il greco e il latino, come rileva lo storico Luca Contile. Fu professore e docente di oratoria greca e latina all'Università di Pavia dal 1559 al 1567. Probabilmente fu candidato al ripristino della cattedra accademica di ebraico che taceva da quarant'anni e che avrebbe portato a Pavia il programma di insegnamento definito "trilingue" secondo il modello nato a Lovanio per impulso di Erasmo da Rotterdam.
Fu erudito oratore e scrisse vari trattati di teologia; fu membro insigne di numerose accademie, tra cui l'accademia degli Affidati con il nome "Il remoto" e con il motto hac venena fugantur. Per le sue doti fu chiamato prima dal cardinale Gasparo Contarini a lavorare con lui a Roma presso il papato e più volte in Germania, e successivamente dal cardinale Gambara che lo volle a Roma ad affrontare le sfide più ardue sui dogmi del Concilio di Trento. La sua storia personale si intreccia con quella del Concilio di Trento. Lavorò a lungo per "presentare personalmente" i nuovi dogmi del Concilio a Carlo V, imperatore in aperto contrasto con papa Paolo III. Quella del Contarini e del Bardone rappresentava l'ala riformatrice più moderata. Lavorò molto alla parte teologica della prima fase del concilio: si occupò di riaffermare il simbolo niceno-costantinopolitano, di fissare i canoni della Sacra Scrittura, di accettare come ufficiale la versione della Bibbia detta Vulgata. Inoltre approfondì la dottrina sulla giustificazione e sul peccato originale. Si adoperò per affermare la dottrina generale dei sette sacramenti, ritenuti istituiti da Gesù Cristo ed efficaci indipendentemente dalla loro esecuzione (ex opere operato). Ebbe un ruolo fondamentale nell'esame critico e teorico sui sacramenti del battesimo e della confermazione.
Luigi nel 1573 divenne rettore della parrocchia di Santa Maria Nova e in tale sede ebbe un giudizio favorevole da parte del visitatore apostolico Angelo Peruzzi, vescovo titolare di Cesarea di Bitinia, durante la sua visita nella diocesi di Pavia del 1576..
Divenne Protonotario Apostolico durante le intense attività romane.
Lo stemma della famiglia Bardone, raffigurante un leone rosso e giallo con martello, è stato trovato in una lapide nella chiesa di San Giovanni in Borgo di Pavia, che fu successivamente demolita per ampliare il collegio Borromeo.
Luigi lasciò tutti i suoi bene ai suoi nipoti che ebbero vari possedimenti in Oltrepò (a Casteggio, Montebello della Battaglia, Fortunago e Montalto pavese) e si imparentarono con le famiglie più' illustri della nobiltà pavese e parmigiana, tra cui i Malaspina - Pietro Bardone sposò nei primi del 1700 Giovanna Malaspina, figlia di Antonio Maria, marchese di Orezzoli.